# Senise
Senise is een gemeente van 7.386 inwoners (begin 2009) in de Italiaanse provincie Potenza (regio Basilicata). De oppervlakte bedraagt 96,7 km², de bevolkingsdichtheid is 77 inwoners per km².
Slechts zeven steden zijn groter in aantal inwoners in de provincie en 15 van Basilicata, waardoor het een belangrijk centrum en verwijzing is in heel het gebied van Sinni - Pollino -vallei.

## Demografie
| Jaar | Inwoneraantal |
| ---- | ------------- |
| 1991 | 7316          |
| 2001 | 7182          |
| 2009 | 7378          |

## Geschiedenis
In een oude traditie wordt aangegeven dat het land meer naar beneden, richting de samenvloeiing van de Serrapotamo en de Sinni is geplaatst. De naam Senise zou zijn oorsprong vinden in de Sinni. En aangezien Siena een kolonie van Rome, een wolf die een kind grootbrengt heeft, Senise wilde dit ook aannemen, maar de critici, op basis van documenten, is gebleken dat Senise van voor de kruisvaarders is.
Het wapen is te bewonderen in een boek van de volkstelling van 1753 (algemene journaal over de grond van Senise in Basilicata) een belangrijk document opgeslagen in de gemeentelijke archieven. De basis van het huidige centrum van Senise is na de normanno periode wanneer een primitief kasteel gebouwd is afhankelijk van Chiaromonte, deel uitmaakt van een complexe defensieve systeem gedefinieerd in de verdediging van het volgende dal. Het defensief bolwerk vormde de eerste bewoonde kern.

## Geografie
De stad bevindt zich 181 km van Potenza. Het gemeentelijke grondgebied is tussen de 171 en 651 meter boven het niveau van de zee met een gemiddelde hoogte van 480 meter. Senise is bereikbaar via de A3 Salerno Reggio Calabria snelweg u neemt de afslag North [Lauria] en op de SS 653 kan men de afslag Sinnica ; of op de SS 106 Jonica, de afslag 'Sinnica' nemen.

Senise grenst aan de volgende gemeenten: Chiaromonte, Colobraro (MT), Noepoli, Roccanova, San Giorgio Lucano (MT), Sant'Arcangelo.
Abriola · Acerenza · Albano di Lucania · Anzi · Armento · Atella · Avigliano · Balvano · Banzi · Baragiano · Barile · Bella · Brienza · Brindisi Montagna · Calvello · Calvera · Campomaggiore · Cancellara · Carbone · Castelgrande · Castelluccio Inferiore · Castelluccio Superiore · Castelmezzano · Castelsaraceno · Castronuovo di Sant'Andrea · Cersosimo · Chiaromonte · Corleto Perticara · Episcopia · Fardella · Filiano · Forenza · Francavilla in Sinni · Gallicchio · Genzano di Lucania · Ginestra · Grumento Nova · Guardia Perticara · Lagonegro · Latronico · Laurenzana · Lauria · Lavello · Maratea · Marsico Nuovo · Marsicovetere · Maschito · Melfi · Missanello · Moliterno · Montemilone · Montemurro · Muro Lucano · Nemoli · Noepoli · Oppido Lucano · Palazzo San Gervasio · Paterno · Pescopagano · Picerno · Pietragalla · Pietrapertosa · Pignola · Potenza · Rapolla · Rapone · Rionero in Vulture · Ripacandida · Rivello · Roccanova · Rotonda · Ruoti · Ruvo del Monte · San Chirico Nuovo · San Chirico Raparo · San Costantino Albanese · San Fele · San Martino d'Agri · San Paolo Albanese · San Severino Lucano · Sant'Angelo Le Fratte · Sant'Arcangelo · Sarconi · Sasso di Castalda · Satriano di Lucania · Savoia di Lucania · Senise · Spinoso · Teana · Terranova di Pollino · Tito · Tolve · Tramutola · Trecchina · Trivigno · Vaglio Basilicata · Venosa · Vietri di Potenza · Viggianello · Viggiano
1. ↑  https://demo.istat.it/?l=it.